# Goforth (Texas)
Goforth est une ville fantôme, fondée en 1881, située dans le comté de Hays, au Texas, aux États-Unis. Ce secteur non constitué en municipalité fut nommée ainsi par un homme d'affaires, J. T. Goforth, qui possédait des terres et faisait du commerce dans la région. La culture du coton était la principale activité. La population passe de 100 en 1892 à 20 en 1896. En 1902, le bureau de poste, présent depuis 1890, ferme. La ville est inondée en 1913, ce qui accélère encore son déclin. L'école, qui n'était plus utilisée que par des immigrants mexicains, ferme en 1948. Il ne reste aujourd'hui plus rien de la ville excepté les restes d'un cimetière,.